# Andrija Luković
Andrija Luković (cyrylica serbska Андрија Луковић, ur. 24 października 1994 w Belgradzie) – serbski piłkarz występujący na pozycji pomocnika w azerskim klubie Zirə Baku.

## Kariera klubowa

### FK Rad
1 lipca 2012 został przeniesiony do pierwszej drużyny serbskiego klubu FK Rad, a następnie wypożyczony do BASK Beograd. Po powrocie z wypożyczenia zadebiutował 9 marca 2013 w meczu Jelen SuperLiga przeciwko FK Smederevo (1:1), w którym zdobył bramkę.

### BASK Beograd
1 sierpnia 2012 został wypożyczony na pół roku do BASK Beograd.

### PSV Eindhoven
1 sierpnia 2014 przeszedł do holenderskiego PSV Eindhoven, w którym został przeniesiony do drużyny Jong PSV, występującej w Jupiler League. Zadebiutował 22 sierpnia 2014 w meczu ligowym przeciwko FC Emmen (5:0). Pierwszą bramkę zdobył 26 lutego 2016 w meczu Jupiler League przeciwko Achilles '29 (3:2).

### FK Crvena zvezda
1 lipca 2016 przeszedł do FK Crvena zvezda, w której zadebiutował 29 lipca 2016 w meczu Super ligi przeciwko Metalac Gornji Milanovac (3:1). W sezonie 2016/17 jego zespół dotarł do półfinału Pucharu Serbii, w którym przegrał z FK Partizan (1:0), i wywalczył wicemistrzostwo Serbii.

### FK Voždovac
30 sierpnia 2017 został wypożyczony do FK Voždovac, w którym zadebiutował 10 września 2017 w meczu Super ligi przeciwko FK Vojvodina (1:1). Pierwszą bramkę zdobył 13 września 2017 w meczu ligowym przeciwko Napredak Kruševac (1:2). Po zakończeniu wypożyczenia dołączył do klubu na zasadzie wolnego transferu.

### Raków Częstochowa
30 maja podpisał kontrakt z Rakowem Częstochowa, w którym zadebiutował 20 lipca 2019 w meczu Ekstraklasy przeciwko Koronie Kielce (0:1). Szansę na zdobycie pierwszej bramki w barwach klubu miał w meczu Pucharu Polski przeciwko Chojniczance Chojnice (0:1), w którym nie wykorzystał rzutu karnego. Kontrakt z polskim klubem, który miał obowiazywać do 30 czerwca 2023 został rozwiązany 26 marca 2020 za porozumieniem stron.

### FC Famalicão
5 sierpnia 2020 podpisał kontrakt z portugalskim klubem FC Famalicão.

## Kariera reprezentacyjna

### Serbia U-19
W 2013 otrzymał powołanie do reprezentacji Serbii U-19, w której zadebiutował 8 czerwca 2013 w meczu towarzyskim przeciwko reprezentacji Szwajcarii U-19 (0:1). Pierwszego gola zdobył 20 lipca 2013 w wygranym 2:1 meczu fazy grupowej Mistrzostw Europy U-19 (2013, Litwa) przeciwko reprezentacji Turcji U-19. W meczu finałowym rozegranym 1 sierpnia 2013 przeciwko reprezentacji Francji U-19 (0:1) zdobył gola, dzięki któremu jego reprezentacja została Mistrzami Europy.

### Serbia U-21
W 2015 otrzymał powołanie do reprezentacji Serbii U-21. Zadebiutował w niej 7 października 2015 w meczu eliminacji do Mistrzostw Europy U-21 2017 przeciwko reprezentacji Andory U-21 (5:0), w którym zdobył dwie bramki.

## Statystyki

### Klubowe
(aktualne na dzień 6 sierpnia 2020)
| Klub               | Sezon              | Liga               | Liga  | Liga   | Puchar kraju | Puchar kraju | Suma  | Suma   |
| Klub               | Sezon              | Liga               | Mecze | Bramki | Mecze        | Bramki       | Mecze | Bramki |
| ------------------ | ------------------ | ------------------ | ----- | ------ | ------------ | ------------ | ----- | ------ |
| FK Rad             | 2012/13            | Jelen SuperLiga    | 12    | 3      | –            | –            | 12    | 3      |
| FK Rad             | 2013/14            | Jelen SuperLiga    | 23    | 2      | 1            | 0            | 24    | 2      |
| FK Rad             | Ogólnie            | Ogólnie            | 35    | 5      | 1            | 0            | 36    | 5      |
| Jong PSV           | 2014/15            | Jupiler League     | 24    | 0      | –            | –            | 24    | 0      |
| Jong PSV           | 2015/16            | Jupiler League     | 11    | 1      | –            | –            | 11    | 1      |
| Jong PSV           | Ogólnie            | Ogólnie            | 35    | 1      | 0            | 0            | 35    | 1      |
| FK Crvena zvezda   | 2016/17            | Super liga         | 5     | 0      | 2            | 0            | 7     | 0      |
| FK Crvena zvezda   | Ogólnie            | Ogólnie            | 5     | 0      | 2            | 0            | 7     | 0      |
| FK Voždovac        | 2017/18            | Super liga         | 25    | 9      | 1            | 0            | 26    | 9      |
| FK Voždovac        | 2018/19            | Super liga         | 33    | 7      | –            | –            | 33    | 7      |
| FK Voždovac        | Ogólnie            | Ogólnie            | 58    | 16     | 1            | 0            | 59    | 16     |
| Raków Częstochowa  | 2019/20            | Ekstraklasa        | 7     | 0      | 2            | 0            | 9     | 0      |
| Raków Częstochowa  | Ogólnie            | Ogólnie            | 7     | 0      | 2            | 0            | 9     | 0      |
| Ogólnie w karierze | Ogólnie w karierze | Ogólnie w karierze | 140   | 22     | 6            | 0            | 146   | 22     |

### Reprezentacyjne
| Reprezentacja | Rok     | Mecze | Bramki |
| ------------- | ------- | ----- | ------ |
| Serbia U-19   | 2013    | 5     | 2      |
| Ogólnie       | Ogólnie | 5     | 2      |
| Serbia U-21   | 2015    | 3     | 2      |
| Serbia U-21   | 2016    | 1     | 0      |
| Ogólnie       | Ogólnie | 4     | 2      |

| Mecze i gole w reprezentacji | Mecze i gole w reprezentacji | Mecze i gole w reprezentacji | Mecze i gole w reprezentacji | Mecze i gole w reprezentacji | Mecze i gole w reprezentacji | Mecze i gole w reprezentacji |
| Reprezentacja U-19           | Reprezentacja U-19           | Reprezentacja U-19           | Reprezentacja U-19           | Reprezentacja U-19           | Reprezentacja U-19           | Reprezentacja U-19           |
| Lp.                          | Data                         | Miejsce                      | Przeciwnik                   | Wynik                        | Gol                          | Rozgrywki                    |
| ---------------------------- | ---------------------------- | ---------------------------- | ---------------------------- | ---------------------------- | ---------------------------- | ---------------------------- |
| 1.                           | 08.06.2013                   | Belgrad, Serbia              | Szwajcaria U-19              | 0:1                          |                              | Mecz towarzyski              |
| 2.                           | 20.07.2013                   | Mariampol, Litwa             | Turcja U-19                  | 2:1                          | Gol                          | ME U-19 2013                 |
| 3.                           | 23.07.2013                   | Mariampol, Litwa             | Gruzja U-19                  | 1:0                          |                              | ME U-19 2013                 |
| 4.                           | 29.07.2013                   | Olita, Litwa                 | Portugalia U-19              | 2:2 k. 5:4                   |                              | ME U-19 2013                 |
| 5.                           | 01.08.2013                   | Mariampol, Litwa             | Francja U-19                 | 0:1                          | Gol                          | ME U-19 2013                 |
| Reprezentacja U-21           |                              |                              |                              |                              |                              |                              |
| Lp.                          | Data                         | Miejsce                      | Przeciwnik                   | Wynik                        | Gol                          | Rozgrywki                    |
| 1.                           | 07.10.2015                   | Nowy Sad, Serbia             | Andora U-21                  | 5:0                          | Gol · Gol                    | el. ME U-21 2017             |
| 2.                           | 13.10.2015                   | Kowno, Litwa                 | Litwa U-21                   | 0:2                          |                              | el. ME U-21 2017             |
| 3.                           | 13.11.2015                   | Nowy Sad, Serbia             | Włochy U-21                  | 1:1                          |                              | el. ME U-21 2017             |
| 4.                           | 28.03.2016                   | Murcja, Hiszpania            | Holandia U-21                | 1:0                          |                              | Mecz towarzyski              |

## Sukcesy

### Klubowe
FK Crvena zvezda
- Wicemistrzostwo Serbii (1x): 2016/2017
- Kup Srbije u fudbalu (1x): 2016/2017

### Reprezentacyjne
Serbia U-19
- Mistrzostwo Europy U-19 (1x): 2013